# Nedrîhailiv
Nedrîhailiv (în ucraineană Недригайлів) este așezarea de tip urban de reședință a raionului Nedrîhailiv din regiunea Sumî, Ucraina. În afara localității principale, mai cuprinde și satele Lukî, Pușkarșcîna, Vakulkî și Vihove.

## Demografie
Componența lingvistică a așezării de tip urban Nedrîhailiv
     Ucraineană (97,53%)
     Rusă (2,13%)
     Alte limbi (0,03%)
Conform recensământului din 2001, majoritatea populației așezării de tip urban Nedrîhailiv era vorbitoare de ucraineană (97,53%), existând în minoritate și vorbitori de rusă (2,13%).